# 海南市コミュニティバス
海南市コミュニティバス（かいなんしコミュニティバス）は和歌山県海南市を運行するコミュニティバスである。運行は大十バスが行っている。

## 沿革
2005年4月1日の合併前は、海南市がりんかんコミュニティバス（大十バスが運行し、市が補助金を支給）を、下津町が廃止路線代替バス（有田交通が運行し、町が補助金を支給）を運行していた。合併後もしばらく同じ状態が続いたが、2010年10月より、運行主体を各事業者から海南市地域公共交通協議会に移行した。
2023年4月1日より下津エリア（旧下津町）の運行を有田交通から大十バスに変更した。
2024年4月1日より回数券の販売を開始した。

## 運行形態
- 海南エリア（KIP線を除く）は各路線ごとに週1-3日、1日2往復を運行。
- KIP線は平日運行。他の路線より本数が多い。
- 下津エリアは平日と土曜日運行。
- 日曜日、祝日、12月30日～1月3日は全路線運休。
- 一部地域でフリー乗降制度を導入している。
- 和歌山バスの路線と重複しているため、海南医療センター - 海南駅前間のみの利用はできない。

## 運賃
- 運賃は大人100円。小児（小学生以下）は無料。
- 障害者手帳・運転経歴証明書の所持者は50円。
- 全エリア前払い。以前は海南エリアは後払いだった。
- 下津エリアの路線を相互に乗り継ぐ場合、または七山沖野々線と東畑線を乗り継ぐ場合、運転手から乗継券をもらうことで2乗車目の運賃が無料となる。

## 路線

### 海南エリア

#### 扱沢線
月・火・木曜日運行。
- 海南医療センター - 海南駅前 - 市役所前 - とれたて広場 - 海南高原カントリー下

#### 東畑線・東畑野上新線
臼岩を経由する路線が東畑野上新線で水曜日運行、経由しない路線が東畑線で火・木曜日運行。
- 海南医療センター - 海南駅前 - 市役所前 - 小野田グリーンランド - 住民センター前 - 東畑児童会館
- 海南医療センター - 海南駅前 - 市役所前 - 小野田グリーンランド - 住民センター前 - 臼岩 - 東畑児童会館

#### 七山線
月・水・金曜日運行。
- 海南医療センター - 海南駅前 - 市役所前 - とれたて広場 - 住民センター前 - 下津野南 - 青葉台

#### 七山沖野々線
火・木曜日運行。住民センター前で東畑線に乗り継ぎ、海南駅・海南医療センター方面に行くことができる。
- 住民センター前 - 北野上小学校前 - 青葉台

#### KIP線
平日運行。「KIP」は海南市役所のある海南インテリジェントパークの略称。
- 海南駅前 - 市役所前

#### 亀川線
月・水・金曜日運行。海南駅前 - 市役所前のルートが他の路線と異なる。
- 海南駅前 - 海南医療センター - 亀川 - 市役所前

### 下津エリア
全路線平日と土曜日運行。

#### 鰈川線
- 海南医療センター - 海南駅前 - 海南サクアス - 加茂郷駅前 - 下津駅前 - 鰈川
- 海南医療センター - 海南駅前 - 海南サクアス - 加茂郷駅前

#### 仁義線
- 加茂郷駅前 - 海南サクアス - 仁義

#### 大崎線
- 海南サクアス - 加茂郷駅前 - 大崎

#### 戸坂線
- 加茂郷駅前 - 海南サクアス - 戸坂

## 前史

### 旧海南市りんかんコミュニティバス

#### 運行開始まで
民間バス会社の路線バスが走らない、もしくは廃止された僻地での公共交通機関の確保は各地で問題となり、旧海南市でも議論は行われてきたが具体的な進展までには至らなかった。
事が動き出したのは野上電気鉄道株式会社の廃線問題が表面化してからで、同問題に対し旧海南市議会が出した結論は「鉄道の廃線はやむを得ない。旧線路に沿って路線バスを運行し将来は枝線も開設する。」であった(議事録からの該当部分要約)。
りんかんコミュニティバスの運行は野上電気鉄道の廃線とは直接何ら関係ないが、こうして旧海南市りんかんコミュニティバスの運行が具体性をおびて行く。